# Rhynchohelea
Rhynchohelea is een geslacht van stekende muggen uit de familie van de knutten (Ceratopogonidae).

## Soorten
- R. monilicornis Wirth and Blanton, 1970